# Теорія Ґірарді — Ріміні — Вебера
Теорія Ґірарді — Ріміні — Вебера (англ. Ghirardi — Rimini — Weber theory, GRW) — одна з теорій об'єктивного колапсу у квантовій механіці, що намагається розв'язати проблему вимірювання і тим самим заповнити прогалину у Копенгагенській інтерпретації, відповівши на запитання, як саме відбувається колапс хивльової функції. ҐРВ-теорія відрізняється від інших теорій об'єктивного колапсу тим, що колапс хвильової функції відбувається спонтанно, без необхідності втручання за допомогою зовнішнього вимірювання.
Такий підхід дає можливість розв'язати проблему вимірювання, зокрема проблему макрооб'єктифікації, що ставить питання, як точно визначити час і місце, де квантова система, що знаходиться у стані суперпозиції, генерує на макроскопічному рівні певні визначені результати (тобто, без «інтерференції») при її спостереженні за допомогою вимірювального приладу.
ҐРВ-теорія була запропонована у 1985 році італійськими фізиками Джанкарло Ґірарді, Альберто Ріміні й Тулліо Вебером.

## Формулювання теорії ҐРВ
У ҐРВ-теорії вважається, що частинка, яка описується хвильовою функцією, може зазнавати спонтанної, випадкової локалізації (колапсу), що являє собою певний процес, у результаті якого суперпозиційний квантовий стан, в якому знаходиться частинка, руйнується, і хвильова функція стає певним власним станом оператора координати. Оскільки така локалізація є спонтанною, то вона не залежить від того, чи виконуємо ми над частинкою вимірювання її координати. В свою чергу, Копенгагенська інтерпретація, навпаки, постулює, що колапс хвильової функції відбувається внаслідок виконання вимірювання над системою, і тому необхідно враховувати той факт, що виконуючи одразу низку вимірювань певної спостережуваної, буде отримано один і той самий результат.
Таким чином, ҐРВ-теорія стверджує, що просторова хвильова функція {\displaystyle N} частинок {\displaystyle \Psi (t,\mathbf {r} _{1},\mathbf {r} _{2},...,\mathbf {r} _{N})} еволюціонує у часі згідно рівняння Шредінгера, але іноді може зазнавати «стрибка» до нової хвильової функції {\displaystyle \Psi '} із ймовірністю {\displaystyle N/\tau } на одиницю часу. Величина {\displaystyle \tau } являє собою нову фундаментальну константу, що має розмірність часу. Оскільки спонтанний колапс ніколи не спостерігався в мікроскопічних системах, то Ґірарді, Ріміні й Вебер постулювали, що {\displaystyle \tau } повинна мати дуже велику величину, порядку 1015 секунд (тобто, інтенсивність спонтанного колапсу для окремої частинки матиме порядок один випадок на сто мільйонів років).
При збільшенні {\displaystyle N} (тобто, переході до макроскопічних систем) збільшується також і ймовірність спонтанної локалізації: хвильова функція локалізується у надзвичайно малий проміжок часу, і тому суперпозиційний стан макроскопічної системи також існуватиме лише надзвичайно короткий час, що практично унеможливлює спостереження подібних станів.
Нова «редукована» або «сколапсована» хвильова функція {\displaystyle \Psi '} у теорії ҐРВ має вигляд:
{\displaystyle \Psi '_{n}(t,\mathbf {r} _{1},...,\mathbf {r} _{N})={\frac {j(\mathbf {x} -\mathbf {r} _{n})\Psi (t,\mathbf {r} _{1},...,\mathbf {r} _{N})}{R_{n}(\mathbf {x} )}},}
де {\displaystyle \mathbf {r} _{n}} випадково обирається з набору {\displaystyle \{\mathbf {r} _{1},...,\mathbf {r} _{N}\}}, {\displaystyle j(\mathbf {x} )} — функція з {\displaystyle L^{2}}, що нормалізується на одиницю, а {\displaystyle R_{n}} — нормалізуючий множник, що дорівнює:
{\displaystyle |R_{n}(\mathbf {x} )|^{2}=\int \mathrm {d} \mathbf {r} _{1}...\mathrm {d} \mathbf {r} _{N}|j\psi |^{2}.}
Центр колапса {\displaystyle \mathbf {x} } обирається випадковим чином згідно густини ймовірності {\displaystyle |R_{n}(\mathbf {x} )|^{2}}.
Як функцію {\displaystyle j(\mathbf {x} )} Ґірарді, Ріміні й Вебер запропонували використовувати ґауссоїду:
{\displaystyle j(\mathbf {x} )=Ke^{-{\frac {\mathbf {x} ^{2}}{2a^{2}}}},}
де {\displaystyle a} — друга фундаментальна константа, що виникає у ҐРВ-теорії, яка має порядок 10−7 метрів.
Використовуючи сформульовані припущення теорії ҐРВ, можна довести, що її передбачення не протирічать передбачення квантовій механіці за Копенгагенською інтерпретацією, з тією лише різницею, що ҐРВ-теорія математично описує колапс хвильової функції, коли Копенгагенська інтерпретація розглядає його лише емпірично.

## Проблеми теорії ҐРВ
Основною проблемою моделі спонтанної локалізації хвильової функції Ґірарді, Ріміні й Вебера є її неспроможність описувати симетричні або антисиметричні перестановки частинок, що виникають у квантових системах тотожних частинок. Однак у 1990 році теорія ҐРВ була узагальнена на випадок таких систем Ґірарді, Перлом і Ріміні, які запропонували модель неперервної спонтанної локалізації (НСЛ, англ. continuous spontaneous localization, CSL). Іншою проблемою залишається побудова релятивістської теорії колапсу: подібні моделі незалежно один від одного запропонували Родеріх Тумулка й Джанкарло Ґірарді, однак у науковій спільноті донині відбуваються активні дискусії навколо цих моделей.

## Виноски
1. ↑  Ghirardi G. C., Rimini A., Weber T. A Model for a Unified Quantum Description of Macroscopic and Microscopic Systems // Quantum Probability and Applications. — Springer, 1985. — С. 223–232.
2. ↑  Ghirardi G. C., Rimini A., Weber T. Unified dynamics for microscopic and macroscopic systems // Phys. Rev. D. — 1986. — Vol. 34. — P. 470.
3. 1 2 3  Bell J. S. Are there quantum jumps? // Speakable and Unspeakable in Quantum Mechanics. — Cambridge University Press, 2004. — С. 201–212.